# 科爾斯牧場 (亞利桑那州)
科爾斯牧場（英語：Kohls Ranch）是位於美國亞利桑那州希拉縣的一個人口普查指定地區。根據2010年美國人口普查，該地共人口500人，而該地的面積約為3.03平方千米。

## 地理
科爾斯牧場的座標為34°19′31″N 111°05′36″W / 34.32528°N 111.09333°W，而該地最高點為海拔高度1630米（即5340英尺）。